# Odair Hellmann
Odair Hellmann (Salete, 22 gennaio 1977) è un allenatore di calcio ed ex calciatore brasiliano, di ruolo centrocampista, tecnico dell'Athl. Paranaense.

## Caratteristiche tecniche
Giocava come centrocampista difensivo.

## Carriera

### Giocatore
Con la Nazionale Under-20 brasiliana ha preso parte al Sudamericano Sub-20 1997 ed al Mondiale Under-20 1997.

### Allenatore
Ha fatto parte dello staff tecnico dell'Internacional dal 2010 al 2017, per poi venire nominato tecnico della prima squadra nel 2018, ruolo che ha ricoperto fino ad ottobre 2019.

## Statistiche da allenatore
Statistiche aggiornate al 23 febbraio 2023. In grassetto la competizione vinta.
| Stagione             | Squadra              | Campionato           | Campionato | Campionato | Campionato | Campionato | Coppe nazionali | Coppe nazionali | Coppe nazionali | Coppe nazionali | Coppe nazionali | Coppe continentali | Coppe continentali | Coppe continentali | Coppe continentali | Coppe continentali | Altre coppe | Altre coppe | Altre coppe | Altre coppe | Altre coppe | Totale | Totale | Totale | Totale | % Vittorie | Piazzamento |
| Stagione             | Squadra              | Comp                 | G          | V          | N          | P          | Comp            | G               | V               | N               | P               | Comp               | G                  | V                  | N                  | P                  | Comp        | G           | V           | N           | P           | G      | V      | N      | P      | %          | Piazzamento |
| -------------------- | -------------------- | -------------------- | ---------- | ---------- | ---------- | ---------- | --------------- | --------------- | --------------- | --------------- | --------------- | ------------------ | ------------------ | ------------------ | ------------------ | ------------------ | ----------- | ----------- | ----------- | ----------- | ----------- | ------ | ------ | ------ | ------ | ---------- | ----------- |
| 2018                 | Internacional        | A/G+A                | 13+38      | 6+19       | 3+12       | 4+7        | CB              | 6               | 4               | 2               | 0               | -                  | -                  | -                  | -                  | -                  | -           | -           | -           | -           | -           | 57     | 29     | 17     | 11     | 50,88      | 3º          |
| gen.-ott. 2019       | Internacional        | A/G+A                | 17+24      | 10+11      | 2+5        | 5+8        | CB              | 8               | 5               | 0               | 3               | CL                 | 10                 | 6                  | 3                  | 1                  | -           | -           | -           | -           | -           | 59     | 32     | 10     | 17     | 54,24      | Eson.       |
| Totale Internacional | Totale Internacional | Totale Internacional | 92         | 46         | 22         | 24         |                 | 14              | 9               | 2               | 3               |                    | 10                 | 6                  | 3                  | 1                  |             | -           | -           | -           | -           | 116    | 61     | 27     | 28     | 52,59      |             |
| 2020                 | Fluminense           | A/RJ+A               | 16+24      | 9+11       | 2+6        | 5+7        | CB              | 6               | 4               | 0               | 2               | CS                 | 2                  | 0                  | 2                  | 0                  | -           | -           | -           | -           | -           | 48     | 24     | 10     | 14     | 50,00      | Eson.       |
| dic. 2020-2021       | Al-Wasl              | UAEPL                | 18         | 6          | 7          | 5          | PC+CdL          | 0+4             | 0+1             | 0+1             | 0+2             | -                  | -                  | -                  | -                  | -                  | -           | -           | -           | -           | -           | 22     | 7      | 8      | 7      | 31,82      | Sub., 9º    |
| 2021-2022            | Al-Wasl              | UAEPL                | 26         | 9          | 9          | 8          | PC+CdL          | 3+7             | 2+4             | 1+1             | 0+2             | -                  | -                  | -                  | -                  | -                  | -           | -           | -           | -           | -           | 36     | 15     | 11     | 10     | 41,67      | 6º          |
| Totale Al-Wasl       | Totale Al-Wasl       | Totale Al-Wasl       | 44         | 15         | 16         | 13         |                 | 14              | 7               | 3               | 4               |                    | -                  | -                  | -                  | -                  |             | -           | -           | -           | -           | 58     | 22     | 19     | 17     | 37,93      |             |
| gen.-giu. 2023       | Santos               | A1/SP+A              | 12+11      | 3+3        | 5+4        | 4+4        | CB              | 6               | 4               | 2               | 0               | CS                 | 5                  | 1                  | 1                  | 3                  | -           | -           | -           | -           | -           | 34     | 11     | 12     | 11     | 32,35      | Eson.       |
| ott. 2023-2024       | Al-Ra'ed             | SPL                  | 25         | 6          | 9          | 10         | KCC             | -               | -               | -               | -               | -                  | -                  | -                  | -                  | -                  | -           | -           | -           | -           | -           | 25     | 6      | 9      | 10     | 24,00      | Sub., 14º   |
| 2024-mar. 2025       | Al-Ra'ed             | SPL                  | 24         | 5          | 3          | 16         | KCC             | 3               | 3               | 0               | 0               | -                  | -                  | -                  | -                  | -                  | -           | -           | -           | -           | -           | 27     | 8      | 3      | 16     | 29,63      | Eson        |
| Totale Al-Ra'ed      | Totale Al-Ra'ed      | Totale Al-Ra'ed      | 49         | 11         | 12         | 26         |                 | 3               | 3               | 0               | 0               |                    | -                  | -                  | -                  | -                  |             | -           | -           | -           | -           | 52     | 14     | 12     | 26     | 26,92      |             |
| Totale carriera      | Totale carriera      | Totale carriera      | 248        | 98         | 67         | 83         |                 | 43              | 27              | 7               | 9               |                    | 17                 | 7                  | 6                  | 4                  |             | -           | -           | -           | -           | 308    | 132    | 80     | 96     | 42,86      |             |

## Palmarès

### Giocatore

#### Competizioni statali
- Campionato Gaúcho: 1

Internacional: 1997

#### Competizioni nazionali
- Campeonato Brasileiro Série C: 2

Fluminense: 1999
Remo: 2005

### Allenatore
- Taça Rio: 1

Fluminense: 2020